# Jayavarman VII

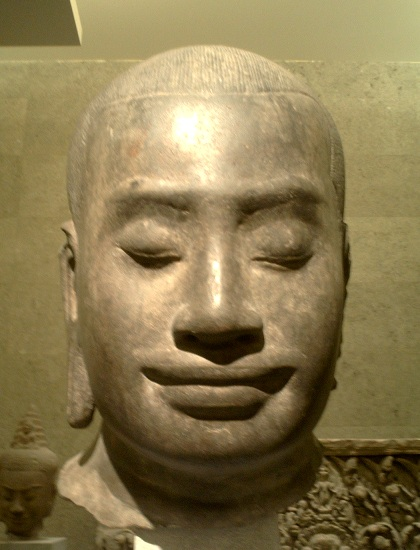
beeld van Jayavarman VII

Jayavarman VII (± 1130 - ± 1215) was van 1182 tot wellicht 1215 koning van het Khmer-rijk. Hij was vrijwel zeker de eerste boeddhistische koning van Angkor. Daarom had hij een regeerstijl die sterk verschilde van zijn voorgangers. Hij verdreef de Champa uit de Khmer-hoofdstad Yasodharapura en onderwierp daarna hun rijk. Jayavarman VII was verantwoordelijk voor het grootste bouwprogramma dat Angkor tot dan toe gezien had.
Jayavarman VII had in 1178, toen het leger van Champa Yasodharapura innam, geen sterke claim op de troon. Waarschijnlijk was hij een neef van koning Suryavarman II en het is mogelijk dat zijn vader, Dharanindravarman, kortstondig op de troon zat. Er zijn echter aanwijzingen dat hij met zijn directe voorganger of voorgangers in onmin leefde en daarom de decennia voor zijn troonsbestijging in ballingschap doorbracht. Mogelijk was hij ten tijde van zijn troonsbestijging reeds 60 jaar oud, wat de haast waarmee zijn enorme bouwprogramma werd afgewerkt zou kunnen verklaren.
Tijdens zijn regeringsperiode liet hij de ommuring van Angkor Thom bouwen, ten noorden van Angkor Wat, om de hoofdstad beter te kunnen verdedigen tegen verdere invallers. Hij liet in Angkor vele tempels bouwen, waaronder Bayon, Preah Khan en Ta Prohm.